# Dasyhelea europaea
Dasyhelea europaea är en tvåvingeart som beskrevs av Remm 1962. Dasyhelea europaea ingår i släktet Dasyhelea och familjen svidknott. Inga underarter finns listade i Catalogue of Life.